# Kamień (rejon wilejski)
Kamień (biał. Камена; ros. Камено) – wieś na Białorusi, w obwodzie mińskim, w rejonie wilejskim, w Dołhinów.

## Historia
W czasach zaborów wieś, w powiecie wilejskim, w guberni wileńskiej Imperium Rosyjskiego. Pod koniec XIX własność Kamińskich.
W latach 1921–1945 wieś leżała w Polsce, w województwie wileńskim, w powiecie wilejskim, w gminie Dołhinów.
Według Powszechnego Spisu Ludności z 1921 roku zamieszkiwało tu 336 osób, 334 było wyznania rzymskokatolickiego a 2 prawosławnego. Jednocześnie wszyscy mieszkańcy zadeklarowali polską przynależność narodową. Było tu 55 budynków mieszkalnych. W 1931 w 71 domach zamieszkiwało 428 osób.

Wierni należeli do parafii rzymskokatolickiej w Spasie. Miejscowość podlegała pod Sąd Grodzki w Dołhinowie i Okręgowy w Wilnie; właściwy urząd pocztowy mieścił się w Dołhinowie.

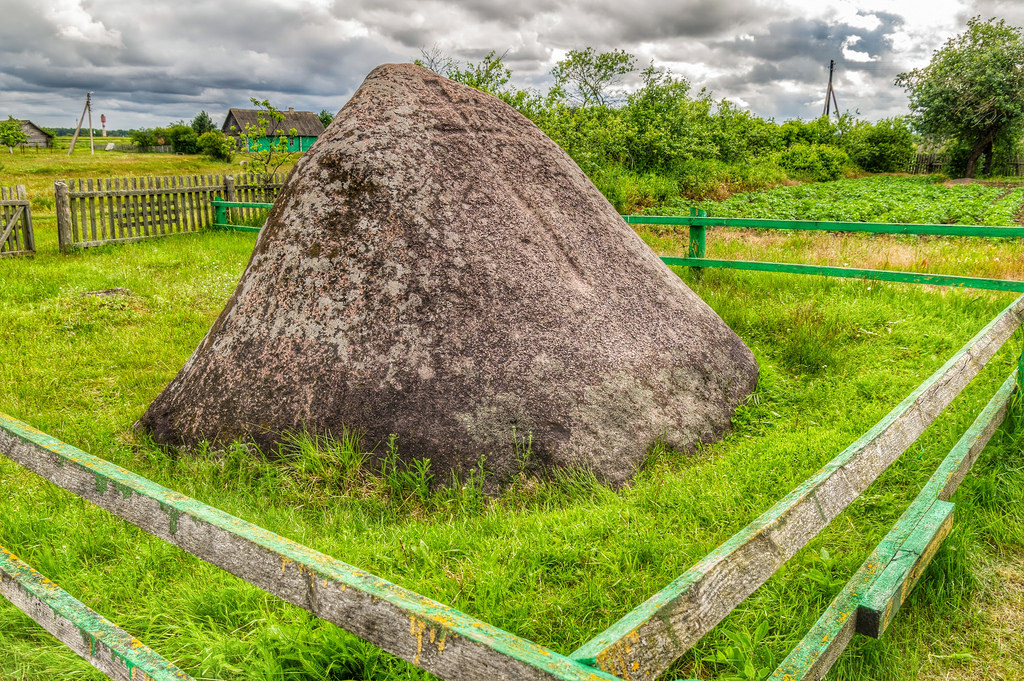

W wyniku napaści ZSRR na Polskę we wrześniu 1939 miejscowość znalazła się pod okupacją sowiecką. 2 listopada została włączona do Białoruskiej SRR. Od czerwca 1941 roku pod okupacją niemiecką. W 1944 miejscowość została ponownie zajęta przez wojska sowieckie i włączona do Białoruskiej SRR.
Od 1991 w składzie niepodległej Białorusi.
Od 2009 do 2013 roku w sielsowiecie Ścieszyce.